# Charancieu
Charancieu és un municipi francès situat al departament de la Isèra i a la regió d'Alvèrnia-Roine-Alps. L'any 2007 tenia 688 habitants.

## Demografia

### Població
El 2007 la població de fet de Charancieu era de 688 persones. Hi havia 236 famílies de les quals 36 eren unipersonals (16 homes vivint sols i 20 dones vivint soles), 76 parelles sense fills, 112 parelles amb fills i 12 famílies monoparentals amb fills.
La població ha evolucionat segons el següent gràfic:
Habitants censats

### Habitatges
El 2007 hi havia 280 habitatges, 241 eren l'habitatge principal de la família, 21 eren segones residències i 18 estaven desocupats. 274 eren cases i 4 eren apartaments. Dels 241 habitatges principals, 208 estaven ocupats pels seus propietaris i 33 estaven llogats i ocupats pels llogaters; 3 tenien una cambra, 2 en tenien dues, 19 en tenien tres, 69 en tenien quatre i 148 en tenien cinc o més. 196 habitatges disposaven pel capbaix d'una plaça de pàrquing. A 93 habitatges hi havia un automòbil i a 138 n'hi havia dos o més.

### Piràmide de població
La piràmide de població per edats i sexe el 2009 era:
| Homes | Edats   | Dones |
| ----- | ------- | ----- |
| 0     | 95 o +  | 0     |
| 0     | 90 a 94 | 0     |
| 8     | 85 a 89 | 4     |
| 0     | 80 a 84 | 0     |
| 8     | 75 a 79 | 8     |
| 8     | 70 a 74 | 20    |
| 16    | 65 a 69 | 4     |
| 16    | 60 a 64 | 16    |
| 12    | 55 a 59 | 16    |
| 32    | 50 a 54 | 20    |
| 4     | 45 a 49 | 12    |
| 20    | 40 a 44 | 12    |
| 28    | 35 a 39 | 24    |
| 36    | 30 a 34 | 28    |
| 20    | 25 a 29 | 24    |
| 16    | 20 a 24 | 16    |
| 16    | 15 a 19 | 28    |
| 28    | 10 a 14 | 12    |
| 8     | 5 a 9   | 32    |
| 12    | 0 a 4   | 20    |

## Economia
El 2007 la població en edat de treballar era de 424 persones, 307 eren actives i 117 eren inactives. De les 307 persones actives 291 estaven ocupades (165 homes i 126 dones) i 16 estaven aturades (6 homes i 10 dones). De les 117 persones inactives 37 estaven jubilades, 42 estaven estudiant i 38 estaven classificades com a «altres inactius».

### Ingressos
El 2009 a Charancieu hi havia 248 unitats fiscals que integraven 670,5 persones, la mediana anual d'ingressos fiscals per persona era de 18.751 €.

### Activitats econòmiques
Dels 41 establiments que hi havia el 2007, 1 era d'una empresa alimentària, 8 d'empreses de fabricació d'altres productes industrials, 6 d'empreses de construcció, 10 d'empreses de comerç i reparació d'automòbils, 3 d'empreses financeres, 1 d'una empresa immobiliària, 5 d'empreses de serveis, 3 d'entitats de l'administració pública i 4 d'empreses classificades com a «altres activitats de serveis».
Dels 10 establiments de servei als particulars que hi havia el 2009, 5 eren tallers de reparació d'automòbils i de material agrícola, 1 taller d'inspecció tècnica de vehicles, 1 paleta, 1 lampisteria, 1 perruqueria i 1 veterinari.
Dels 5 establiments comercials que hi havia el 2009, 1 era un supermercat, 2 botigues de mobles, 1 una botiga de material esportiu i 1 una floristeria.
L'any 2000 a Charancieu hi havia 14 explotacions agrícoles que ocupaven un total de 342 hectàrees.

## Equipaments sanitaris i escolars
El 2009 hi havia una escola elemental.

## Poblacions més properes
El següent diagrama mostra les poblacions més properes.